# Porpax (roślina)
Porpax – rodzaj roślin z rodziny storczykowatych (Orchidaceae). Obejmuje 55 gatunków występujących w Afryce, Azji Południowo-Wschodniej i Oceanii w takich krajach i regionach jak: Andamany, Asam, Bangladesz, Borneo, Burundi, Kambodża, Kamerun, Chiny, Himalaje, Gwinea Równikowa, Etiopia, Fidżi, Gabon, Gabon, Ghana, Hajnan, Indie, Kenia, Laos, Liberia, Malawi, Malezja Zachodnia, Mozambik, Mjanma, Nepal, Nowa Kaledonia, Nigeria, Rwanda, Sri Lanka, Sudan, Sumatra, Tanzania, Tajlandia, Tybet, Uganda Wietnam, Zimbabwe, Zambia, Demokratyczna Republika Konga.

## Systematyka
Rodzaj sklasyfikowany do podplemienia Eriinae w plemieniu Podochileae, podrodzina epidendronowe (Epidendroideae), rodzina storczykowate (Orchidaceae), rząd szparagowce (Asparagales) w obrębie roślin jednoliściennych.
Wykaz gatunków
- Porpax albiflora (Rolfe) Schuit., Y.P.Ng & H.A.Pedersen
- Porpax angustifolia (Mansf.) Schuit., Y.P.Ng & H.A.Pedersen
- Porpax articulata (Lindl.) Schuit., Y.P.Ng & H.A.Pedersen
- Porpax atrorubra (Mansf.) Schuit., Y.P.Ng & H.A.Pedersen
- Porpax borneensis J.J.Wood & A.Lamb
- Porpax braccata (Lindl.) Schuit., Y.P.Ng & H.A.Pedersen
- Porpax bulbophylloides (C.Schweinf.) Schuit., Y.P.Ng & H.A.Pedersen
- Porpax capuccinorum Aver.
- Porpax christopheri (P.J.Cribb) Schuit., Y.P.Ng & H.A.Pedersen
- Porpax compacta (P.J.Cribb) Schuit., Y.P.Ng & H.A.Pedersen
- Porpax conica (Summerh.) Schuit., Y.P.Ng & H.A.Pedersen
- Porpax cupuligera (Kraenzl.) Schuit., Y.P.Ng & H.A.Pedersen
- Porpax dickasonii (Ormerod) Schuit., Y.P.Ng & H.A.Pedersen
- Porpax elaidium (Lindl.) Schuit., Y.P.Ng & H.A.Pedersen
- Porpax elwesii (Rchb.f.) Rolfe
- Porpax exilis (Hook.f.) Schuit., Y.P.Ng & H.A.Pedersen
- Porpax extinctoria (Lindl.) Schuit., Y.P.Ng & H.A.Pedersen
- Porpax fibuliformis (King & Pantl.) King & Pantl.
- Porpax filiformis (Wight) Schuit., Y.P.Ng & H.A.Pedersen
- Porpax gigantea Deori
- Porpax grandiflora Seidenf.
- Porpax heiligenthalii (Eb.Fisch., Killmann, J.-P.Lebel & Delep.) Schuit., Y.P.Ng & H.A.Pedersen
- Porpax jerdoniana (Wight) Rolfe
- Porpax kalkhof-roseae (Eb.Fisch., Killmann, J.-P.Lebel & Delep.) Schuit., Y.P.Ng & H.A.Pedersen
- Porpax karikouyensis (Schltr.) Schuit., Y.P.Ng & H.A.Pedersen
- Porpax lacei (Summerh.) Schuit., Y.P.Ng & H.A.Pedersen
- Porpax lanii Seidenf.
- Porpax laosensis Aver.
- Porpax lasiorhiza (Schltr.) Schuit., Y.P.Ng & H.A.Pedersen
- Porpax leedalii (P.J.Cribb) Schuit., Y.P.Ng & H.A.Pedersen
- Porpax macrantha Schuit., Y.P.Ng & H.A.Pedersen
- Porpax meirax (C.S.P.Parish & Rchb.f.) King & Pantl.
- Porpax microchilos (Dalzell) Schuit., Y.P.Ng & H.A.Pedersen
- Porpax moniliformis (P.J.Cribb) Schuit., Y.P.Ng & H.A.Pedersen
- Porpax nana (A.Rich.) Schuit., Y.P.Ng & H.A.Pedersen
- Porpax nyassana (Schltr.) Schuit., Y.P.Ng & H.A.Pedersen
- Porpax oblonga (Trimen ex Hook.f.) Schuit.
- Porpax oligantha (Mansf.) Schuit., Y.P.Ng & H.A.Pedersen
- Porpax parishii (Lindl. & Rchb.f.) Rolfe
- Porpax parviflorum (D.Don) Ormerod & Kurzweil
- Porpax peperomioides (Kraenzl.) Schuit., Y.P.Ng & H.A.Pedersen
- Porpax pusilla (Griff.) Schuit., Y.P.Ng & H.A.Pedersen
- Porpax repens (Rolfe) Schuit., Y.P.Ng & H.A.Pedersen
- Porpax reticosa (Wight) Schuit.
- Porpax reticulata Lindl.
- Porpax scaposa Seidenf.
- Porpax seidenfadenii A.N.Rao
- Porpax sikkimensis (Bajrach. & K.K.Shrestha) Schuit., Y.P.Ng & H.A.Pedersen
- Porpax spirodela (Aver.) Schuit., Y.P.Ng & H.A.Pedersen
- Porpax summerhayesiana (A.D.Hawkes & A.H.Heller) Schuit., Y.P.Ng & H.A.Pedersen
- Porpax thaithongiae Suddee, Promm. & Watthana
- Porpax ustulata (C.S.P.Parish & Rchb.f.) Rolfe
- Porpax verrucosa Schuit.
- Porpax viridis (P.J.Cribb) Schuit., Y.P.Ng & H.A.Pedersen
- Porpax williamsonii (P.J.Cribb) Schuit., Y.P.Ng & H.A.Pedersen